# Station Burowo
Station Burowo (Duits: Burow) was een spoorweghalte in de Poolse plaats Burowo.